# Грабняк (Украина)
Грабняк (укр. Грабняк) — село на Украине, основано в 1825 году, находится в Хорошевском районе Житомирской области.
Население по переписи 2001 года составляет 189 человек. Почтовый индекс — 12142. Телефонный код — 4145. Занимает площадь 6 км².

## Адрес местного совета
12142, Житомирская область, Хорошевский р-н, с. Грушки, ул. Шевченко, 1а